# 리전에어
《리전에어》(영어: Legionnaire)은 1998년 미국에서 제작된 영화이다.

## 출연
- 장클로드 반담 - 알랑
- 애디왈레이 애키누에이아그바제이 - 루터
- 니콜라스 파렐 - 매킨도시
- 아나 소프레노빅 - 카트리나

## 한국판 성우진(MBC)
- 신성호 - 알랑(장클로드 반담)
- 이병식 - 루터(애디왈레이 애키누에이아그바제이)
- 박지훈 - 매킨토시(니콜라스 파렐)
- 이도련 - 맥심(조셉 롱) / 압둘크림(카멜 크리파)
- 이종오 - 루시안(짐 카터)
- 이종혁 - 스타인캠프(스티븐 버코프)
- 김강산 - 군인(타키스 트레그지리스)
- 이철용 - 군인(데이비드 헤이먼) / 지휘관(킴 뢰머)
- 김호성 - 귀도(다니엘 카타지론느)
- 윤성혜 - 카트리나(아나 소프레노빅)
- 김용준 - 줄로(조 몬타나)
- 표영재 - 지휘관(앤더스 피터 브로)
- 이상훈 - 군인(폴 킨먼)
- 최한 - 르네(마리오 콜리)
- 방성준 - 빅터(빈센트 피커링)